# Chugach
Chugach, Chugach Sugpiaq of Chugachigmiut is de naam van een volk van Eskimo's uit het gebied van het schiereiland Kenai en de Prince William Sound in Alaska. De Chugachs spreken Alutiiq, een Yupiktaal.
De Chugachs gaven hun naam aan het Chugach National Forest, het Chugachgebergte en Chugach State Park, die zich allemaal in of nabij het oorspronkelijke woongebied van de Chugach in Alaska bevinden. Ook de Chugach Alaska Corporation, ontstaan in 1971, ontleent haar naam aan de Chugachs, en velen van hen zijn aandeelhouders van de corporatie.
Het woongebied van de Chugachs is rijk aan natuurlijke hulpbronnen, met name vis. Archeologisch onderzoek toont aan dat de Chugachs er al duizenden jaren wonen, sinds de tijd dat het gebied nog grotendeels bedekt was met gletsjers van de laatste ijstijd. In 1741 ontmoetten de ze de ontdekkingsreiziger Vitus Bering, een Deen in Russische dienst. In 1793 stichtten de Russen Fort Saint Constantine bij het Chugachdorp Nuchek en sindsdien hebben Russische ontdekkingsreizigers, bonthandelaren en missionarissen een belangrijke rol gespeeld in het leven van de Chugachs. De aanwezigheid van de Russisch-Orthodoxe Kerk en Russische achternamen bij de Chugachs getuigen nog van deze tijd. In 1867 kochten de Verenigde Staten Alaska van de Russen. Kopermijnen en de visvangst trokken daarna veel Amerikanen aan. In het begin van de twintigste eeuw decimeerde een pokkenepidemie de inwoners van het Cugachdorp Nuchek en enige tijd later, in de jaren 30, leed het volk onder een epidemie van longontsteking. In 1964 veroorzaakte de Goede Vrijdagaardbeving een tsunami die het Chugachdorp Chenega vernietigde. In 1989 leed de op de visvangst gebaseerde economie van de Chugachs erg onder de milieuramp ten gevolge van het stranden van de olietanker Exxon Valdez.